# AMC (satélite)
AMC é uma série de satélites que eram operados pela SES Americom (antiga GE Americom). A maioria dos satélites fazia parte da frota GE que foi renomeada para para AMC quando a GE Americom se transformou na SES Americom.
Atualmente a frota AMC é operada pela SES World Skies divisão da SES S.A..

## Satélites
| Satélite         | Fabricante                                        | Data do lançamento     | Veículo de lançamento | Estado                         | Nota |
| ---------------- | ------------------------------------------------- | ---------------------- | --------------------- | ------------------------------ | --- |
| AMC-1            | Lockheed Martin                                   | 8 de setembro de 1996  | Atlas 2A              | Inativo desde junho de 2023    | Anteriormente conhecido por GE-1 |
| AMC-2            | Lockheed Martin                                   | 31 de janeiro de 1997  | Ariane 44L            | Ativo                          | Anteriormente conhecido por GE-2 |
| AMC-3            | Lockheed Martin                                   | 4 de setembro de 1997  | Atlas 2AS             | Ativo                          | Anteriormente conhecido por GE-3 |
| AMC-4            | Lockheed Martin                                   | 13 de novembro de 1999 | Ariane 44L            | Ativo                          | Anteriormente conhecido por GE-4 |
| AMC-5            | Dornier Satellitensysteme Aerospatiale            | 28 de outubro de 1998  | Ariane 44L            | Inativo desde maio de 2014     | Anteriormente conhecido por GE-5 |
| AMC-5R           | Orbital Sciences Corporation                      | 21 de setembro de 2011 | Ariane 5 ECA          | Ativo                          | Atual SES-2 |
| AMC-5RR          | Orbital Sciences Corporation                      | 24 de abril de 2010    | Proton-M/Briz-M       | Ativo                          | Anteriormente conhecido por AMC-4R e AMC-1R. Atual SES-1 |
| AMC-6            | Lockheed Martin                                   | 21 de outubro de 2000  | Proton-K/Blok-DM-3    | Ativo                          | Também conhecido por GE-6 e Rainbow 2 |
| AMC-7            | Lockheed Martin                                   | 14 de setembro de 2000 | Ariane 5G             | Inativo desde janeiro de 2020  | Anteriormente conhecido por GE-7 |
| AMC-8            | Lockheed Martin                                   | 19 de dezembro de 2000 | Ariane 5G             | Inativo desde dezembro de 2022 | Também conhecido por GE-8 e Aurora 3 |
| AMC-9            | Alcatel Space                                     | 6 de junho de 2003     | Proton-K/Briz-M       | Inativo                        | Anteriormente conhecido por GE-12 |
| AMC-10           | Lockheed Martin                                   | 5 de fevereiro de 2004 | Atlas 2AS             | Inativo                        | Anteriormente conhecido por GE-10 |
| AMC-11           | Lockheed Martin                                   | 19 de maio de 2004     | Atlas 2AS             | Ativo                          | Anteriormente conhecido por GE-11 |
| AMC-12           | Alcatel Space                                     | 3 de fevereiro de 2005 | Proton-M/Briz-M       | Ativo                          | Anteriormente denominado de GE-1i, Worldsat 2 e Astra 4A. Também conhecido por Star One C12 e NSS-10 |
| AMC-14           | Lockheed Martin                                   | 14 de março de 2008    | Proton-M/Briz-M       | Vendido                        | Anteriormente conhecido por GE-14. Falhou parcialmente; Após uma falha do veículo lançador, o satélite foi colocado em uma órbita intermediária e só conseguiu alcançar a órbita geoestacionária no final de janeiro de 2009. O satélite foi adquirido pelo Departamento de Defesa dos Estados Unidos e está ativo em uma órbita altamente inclinada e é operado com a designação USAT-S1 |
| AMC-15           | Lockheed Martin                                   | 14 de outubro de 2004  | Proton-M/Briz-M       | Ativo                          | [ 9 ] |
| AMC-16           | Lockheed Martin                                   | 17 de dezembro de 2004 | Atlas-5               | Inativo                        | [ 9 ] |
| AMC-18           | Lockheed Martin                                   | 8 de dezembro de 2006  | Ariane 5 ECA          | Ativo                          | Anteriormente conhecido por GE-11 |
| AMC-21           | Alcatel Alenia Space Orbital Sciences Corporation | 14 de agosto de 2008   | Ariane 5 ECA          | Ativo                          | [ 10 ] |
| AMC-22           | Alcatel Space                                     | Não foi lançado        |                       | Cancelado                      | O satélite foi originalmente encomendado como GE-3i pela GE Americom. Ele foi renomeado para AMC-22 após a SES Americom assumir a empresa, mas o mesmo acabou sendo cancelado neste processo. |
| AMC-23           | Alcatel Alenia Space                              | 29 de dezembro de 2005 | Proton-M/Briz-M       | Ativo                          | O satélite foi originalmente encomendado como GE-2i. No início de 2004, o AMC-13 foi transferido para a Worldsat LLC, uma nova subsidiária da SES Americom como Worldsat 3. O original AMC-13 tinha 60 transponders em banda C, mas quando foi transferido para a Worldsat, ele foi alterado para o payload híbrido nas bandas C e Ku com 18 transponders em banda C e 20 em banda Ku. No início de 2005 quando ele era denominado de GE-4i foi renomeado para AMC-23. Em 2007, o satélite ficou com a SAT-GE após ser desmembrada da SES Americom, quando a divisão da General Electric ficou fora da SES. Após esta operação, o satélite foi renomeado para GE-23. A Eutelsat anunciou em junho de 2012, a aquisição do satélite GE-23 da GE-Satellite. O satélite foi então renomeado para Eutelsat 172A |
| AMC ground spare | Orbital Sciences Corporation                      | 15 de julho de 2011    | Proton-M/Briz-M       | Ativo                          | Atual SES-3 |